# Stover (Missouri)
Stover est une ville de l'État américain du Missouri, située dans le comté de Morgan. Selon le recensement de 2010, sa population est de 1 094 habitants.